# Junta Suprema de Gobierno (1808)
La Junta Suprema de Gobierno fue un órgano de regencia instituido el 10 de abril de 1808 por el rey Fernando VII de España, que sería la encargada de dirigir los asuntos del reino en su ausencia, cuando tuvo que viajar a Francia convocado por Napoleón, nombrando a su tío el infante Antonio Pascual como presidente. 
Después de la huida de este hacia Bayona el 4 de mayo de 1808, fue presidida por el general Murat, Lugarteniente de Napoleón en España, hasta la llegada de José Bonaparte como nuevo rey de España.

## Presidencia del infante Antonio Pascual

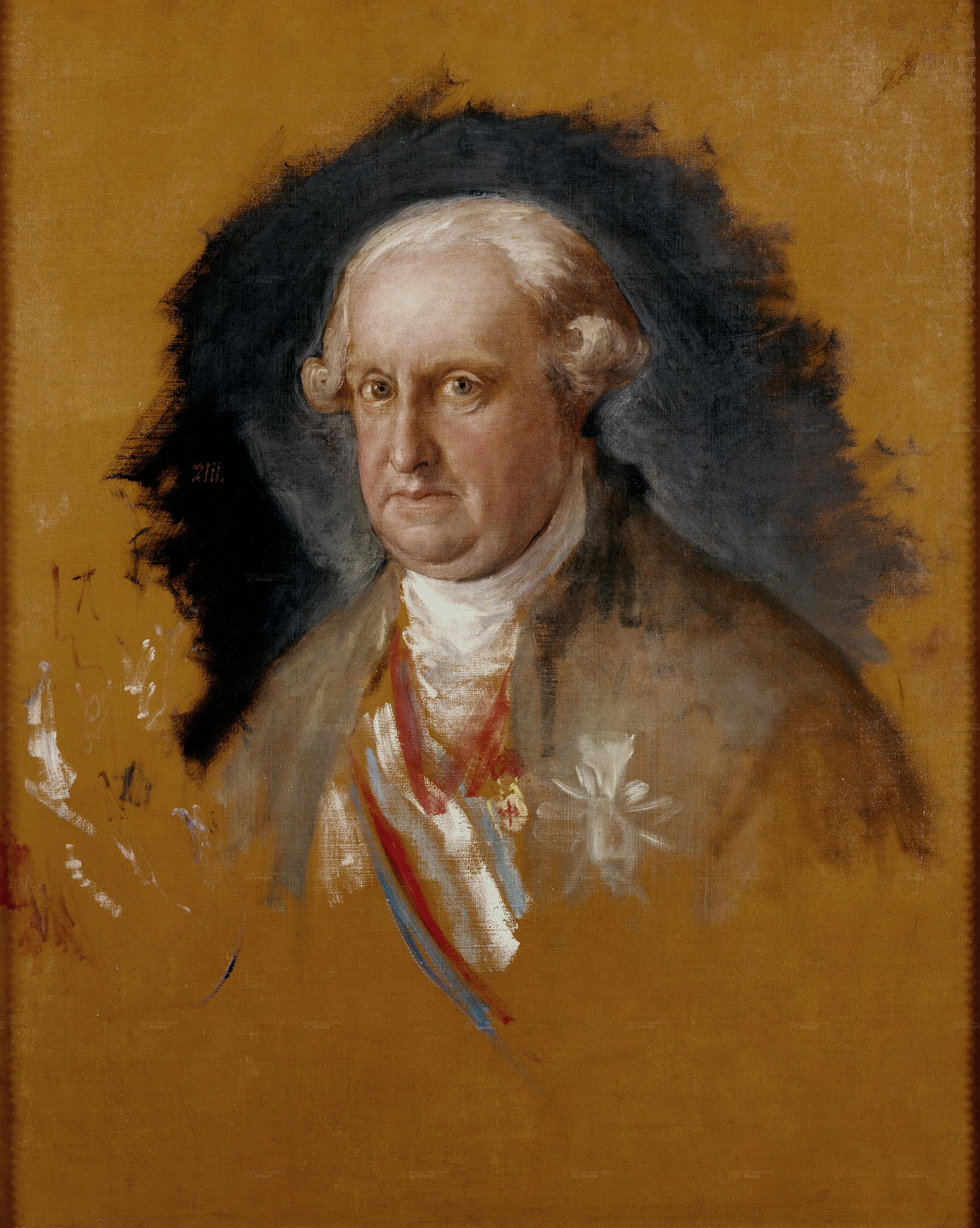
El infante Antonio Pascual, óleo sobre tela. Francisco de Goya, 1800, Museo del Prado.

El 10 de abril de 1808 el rey de España Fernando VII viajó a Francia convocado por el emperador de los francese Napoleón. Su tío el infante Antonio Pascual se quedó en Madrid como presidente de la Junta Suprema de Gobierno, la encargada de dirigir los asuntos del reino en su ausencia.
Cuando el infante vio que Madrid no era un sitio seguro debido a la agresividad de las tropas francesas del mariscal Joaaquín Murat, cuñado de Napoleón y su lugartenente en España, en la madrugada del día 4 de mayo de 1808, huyó hacia Bayona, abandoando sus funciones de presidente de la Junta Suprema. Al huir, el infante dejó una carta al decano de la Junta, Gil y Lemos, en la que decía:

Al señor Gil. A la Junta para su gobierno le pongo en su noticia como me he marchado a Bayona, y digo a dicha Junta que ella sigue en los mismos términos como si yo estuviese en ella. Dios nos la de buena. A Dios señores, hasta el valle de Josafat.
Antonio Pascual

## Presidencia del mariscal Murat
Murat entró en España en 1808 con el rango de comandante del ejército y gobernador de Madrid. Como tal, vivió como protagonista el levantamiento del 2 de mayo, verdadera revuelta popular antifrancesa que él reprimía a sangre y fuego: ordenó disparar a la multitud que se congregaba ante el Palacio Real y después envió a las tropas que se encontraban fuera de Madrid para que ocupasen la capital y sofocaran el levantamiento. Dio instrucciones para llevar a cabo un castigo ejemplar durante los días 2 y 3 de mayo, incluyendo numerosos fusilamientos sin ningún tipo de juicio. Finalmente, elaboró un detallado informe que sería enviado a Napoleón, que se encontraba en Bayona reunido con el rey Carlos IV y su hijo Fernando; en dicho informe analiza los hechos con tal crudeza que Napoleón culpa a padre e hijo del derramamiento de sangre y exige la abdicación de ambos.

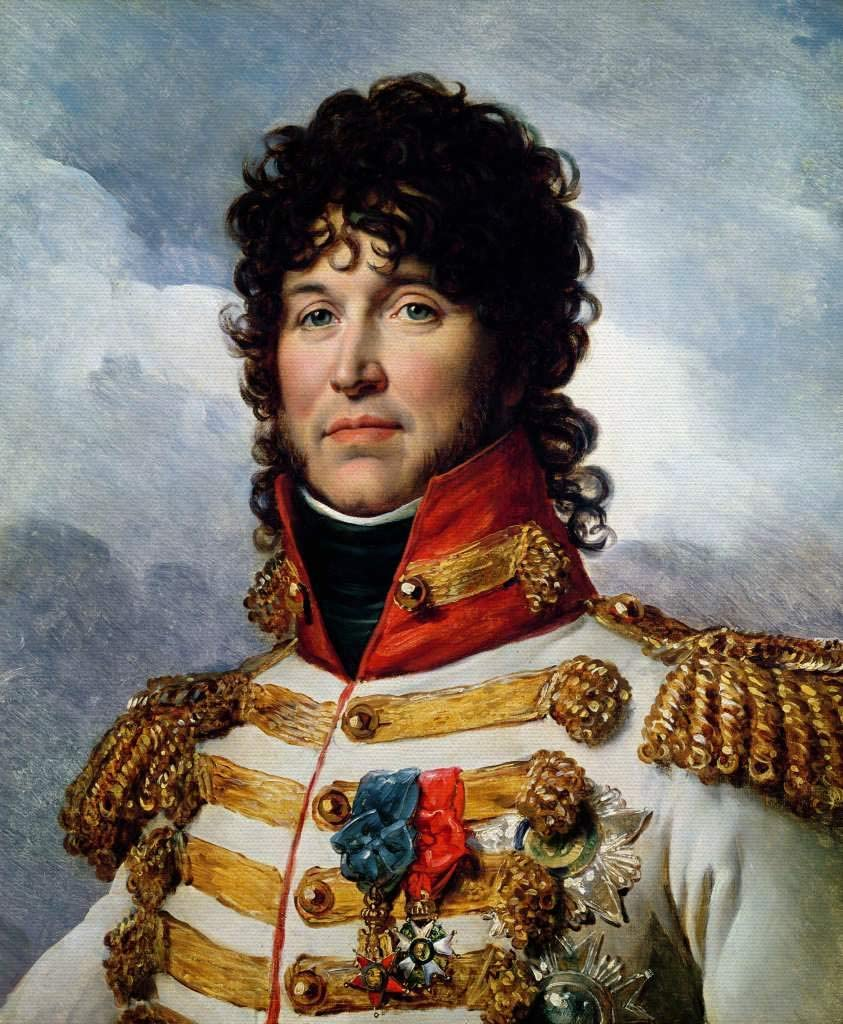
El general Joaquín Murat.

Cuando el infante Antonio Pascual salió de Madrid el 4 de mayo, Murat se presentó en la Junta Suprema para pedir formar parte de ella, recibiendo una negativa inicial; pero volvió a presentarse sorpresivamente otra vez, en una reunión de noche, y los restantes miembros, queriendo evitar males mayores, lo aceptaron.
El 6 de mayo la Junta recibió un decreto fechado el día 4 por el que Carlos IV nombraba a Murat como Lugartenente del Reino para que gobernase en su propio nombre (del rey Carlos), en virtud de la autoridad que otorgaba la protesta de la renuncia al trono del 19 de marzo; y el 10 de mayo recibió los decretos de 5 de mayo de convocatoria de Cortes y de traslado de la Junta a lugares seguros, y el de 6 de mayo de renuncia de Fernando VII, que revertía sus derechos en su padre Carlos IV.
La Junta Suprema decidió ignorar los de 5 de mayo y publicar el de renuncia del 6 de mayo. Sin embargo, dado que Carlos IV ya había renunciado, de nuevo, a la corona, Murat quedó como Lugarteniente de un Reino sin rey, cuyos derechos ostentaba el emperador de los franceses hasta el nombramiento de un nuevo rey (como apreciamos en un decreto del 25 de mayo).
Murat, aprovechando la ocasión, llegó a proponerse como candidato a rey y, de hecho, se comportó como tal hasta que Napoleón designó a su hermano José, aunque  lo consolaría dándole, el 15 de julio de 1808, el trono de Nápoles, que dejaba vacante José, y que ocuparía com el nombre de Joaquín I Napoleón.
España estaba, pues, en ese momento, en interregno (término que aparece en el decreto de 6 de junio proclamando a José I rey de España).

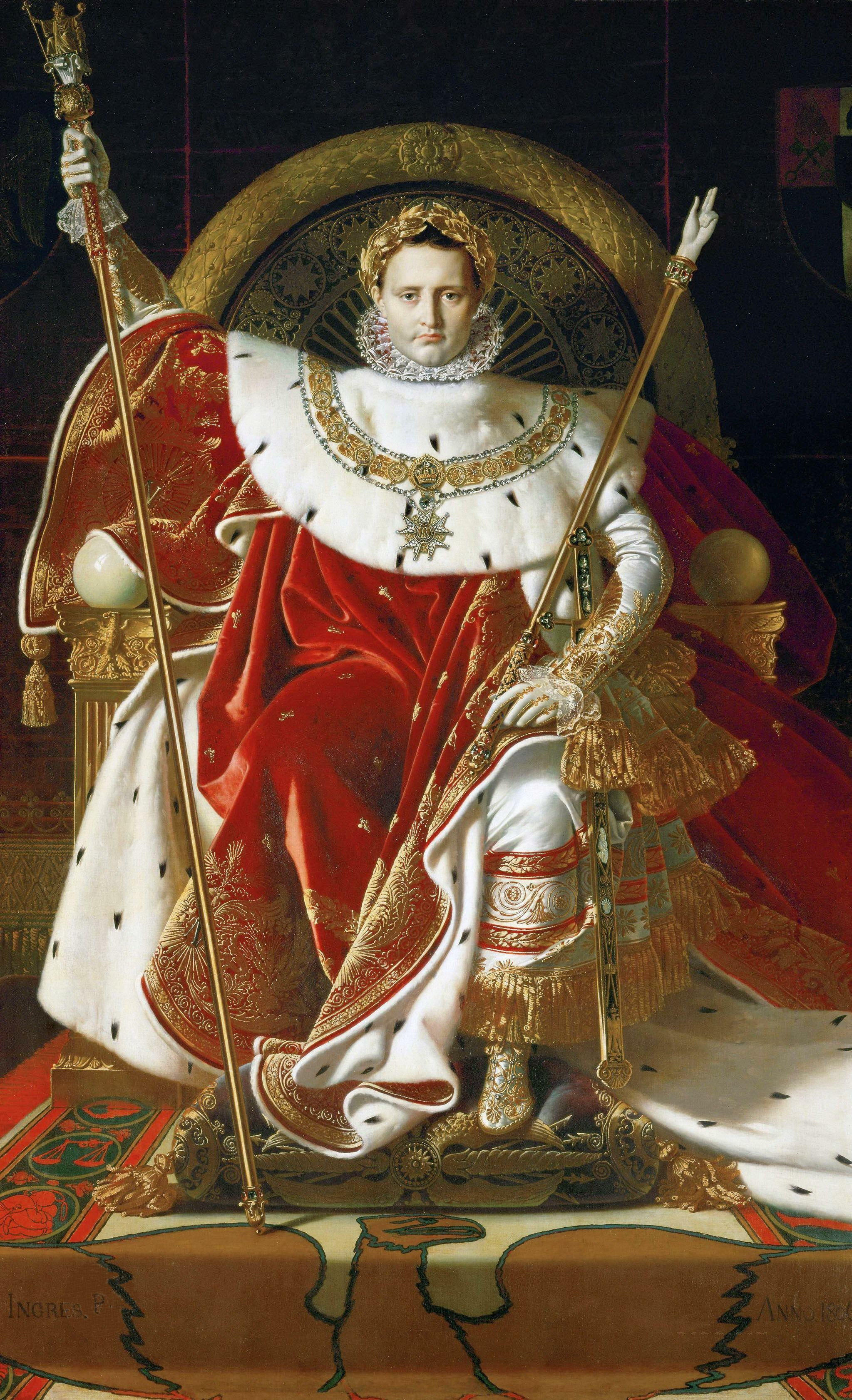
Napoleón I en su trono imperial.
Retratado por Ingres en 1806.

Una vez conseguidas las renuncias reales y la sumisión de las autoridades, en mayo, Napoleón, depositario de los derechos del Trono, encomendó al Lugarteniente del Reino y a la Junta Suprema de Gobierno la convocatoria de una Diputación General o Asamblea de Notables, de 150 personas, que se reuniría en Bayona para tratar del estado del reino de España.
Y el 25 de mayo el propio Napoleón lanzó una proclama a los españoles en que indicaba que no iba a reinar en España, confirmando la convocatoria de la Asamblea de Notables en Bayona y, de paso, confirmando en su puesto a Murat.

Españoles: después de una larga agonía vuestra nación iba a perecer. He visto vuestros males y voy a remediarlos... Vuestros príncipes me han cedido todos sus derechos a la corona de las Españas; yo no quiero reinar en vuestras provincias... y os haré gozar de los beneficios de una reforma sin que experimentéis quebrantos, desórdenes y convulsiones.

Españoles: he hecho convocar una asamblea general de las diputaciones, de las provincias y de las ciudades. Yo mismo quiero saber vuestros deseos y vuestras necesidades... asegurándoos al mismo tiempo una Constitución que concilie la santa y saludable autoridad del Soberano con las libertades y privilegios del pueblo.

Españoles: acordaos de lo que han sido vuestros padres, y mirad a lo que habéis llegado. No es vuestra la culpa, sino del mal gobierno que os regía. Yo quiero que mi memoria llegue hasta vuestros últimos nietos y que exclamen: es el regenerador de nuestra patria.
Bayona, 25 de mayo de 1808.

El 6 de junio, dictó un decreto en el que nombraba a su hermano José como rey de España.  Al día siguiente, Napoleón le pidió a su hermano, que acababa de llegar a Bayona, que aceptase la corona. Allí fue reconocido como tal por las autoridades españolas presentes. José aceptó la corona el 10 de junio, y confirió a Murat como Lugarteniente del reino.
El rey José llegó a Madrid el 20 de julio, siendo proclamado rey el 25, acabando con ello la historia de la Junta Suprema de Gobierno.